# Mościska-Kolonia (Mościska)
Mościska-Kolonia – część wsi Mościska w Polsce, położona w województwie wielkopolskim, w powiecie pilskim, w gminie Wysoka.
W latach 1975–1998 Mościska-Kolonia administracyjnie należały do województwa pilskiego.